# EL/M-2032
EL/M-2032는 이스라엘이 개발한 전투기용 기계식 레이더이다. 기계식 레이더 가운데서는 가장 성능이 좋은 것으로 알려졌다.

## 가격
한국은 이스라엘과 20대의 레이다 구매에 1억 5천만 달러 계약을 체결했다. 대당 75억원 정도이다. 이는 매우 비싸게 계약한 것으로 알려졌으나, 훈련, 장착, AS 등의 비용이 포함된 것이라고 한다. 레이다를 뺀 T-50 훈련기는 250억원, 레이다를 넣은 FA-50 전투기는 400억원으로 알려져 있다.

## F-5
원래 F-5는 전자식 디스플레이가 없는, 기계식 조종석의 전투기이다. 대한민국이 사용중인 모든 F-5 전투기에는 전자식 디스플레이가 없다. 최근 싱가포르, 칠레, 브라질은 F-5에 전자식 디스플레이를 장착하도록 개조했다.
싱가포르는 49대의 현대화된 F-5를 F-5S (1인승) F-5T (2인승)으로 명명했다. AN/APG-69 레이다와 비슷한 성능을 내는 Galileo Avionica에서 제작한 FIAR Grifo-F X밴드 레이다, 다기능 디스플레이를 장착한 조종석, AIM-120 암람, 이스라엘의 파이톤 5 미사일을 장착했다.
남아메리카 유일한 OECD 가입국인 칠레는 이스라엘 엘빗사의 도움으로 최신형으로 개조했다. F-5 Tiger III Plus라고 부른다. 이스라엘 엘타사의 EL/M-2032 레이다를 장착했다.
영국, 프랑스, 러시아, 독일 등과 함께 GDP 2조 달러 국가인 브라질은 최신개량형을 F-5M (Modernized)라고 명명했다. 역시 이스라엘에서 개조했다. DASH 헬멧마운트 시스템과 연동되는 이스라엘의 파이톤 5 미사일을 장착했다. GRIFO 레이다를 장착했고, 디지털 조종석으로 바꾸었다. F-5M은 이스라엘의 더비 중거리 공대공 미사일을 장착할 수 있다.
Cruzex 2006 다국적 워게임에서, 브라질의 F-5M 1대는 프랑스 Mirage 2000N 2대를 격추했다. Mirage 2000N은 2대의 Mirage 2000C와 E-3 센트리 조기경보기의 지원을 받고 있었다. 이러한 결과는 이스라엘제 더비 중거리 공대공 미사일이 조기경보기의 데이터링크에 의해 연동되어 가능했다. 조기경보기는 에리아이 AESA 레이다를 장착한 브라질산 엠브라에르 R-99였다.
이스라엘은 태국의 F-5 전투기도 개조했다. F-5T Tigris 라고 부르며, 파이톤3와 파이톤4 미사일을 장착했다. Dash 헬맷마운트 시스템과 연동된다. 그러나 태국 전투기는 중거리 공대공 미사일은 장착하지 못한다.

## FA-50
한국은 22대의 TA-50과 60여대의 FA-50에 EL/M-2032 레이다를 장착할 예정이다. 2010년말까지 LIG넥스원에 의해 국내개발이 완료되어, 2011년부터 전력화할 예정이다.

## 해리어
인도 해군은 15대의 시 해리어를 업그레이드 했다. 이스라엘 엘타의 EL/M-2032 레이다를 장착하고, 라파엘의 더비 미사일을 장착했다. 이 업그레이드는 2012년까지 인도 해군에서 사용될 수 있게 할 것이다. 인도 해군은 시 해리어 함대를 유지하기 위해서, 영국 해군에서 퇴역한 8대의 시 해리어 FA2에 관심을 나타내고 있다.

## MiG-21

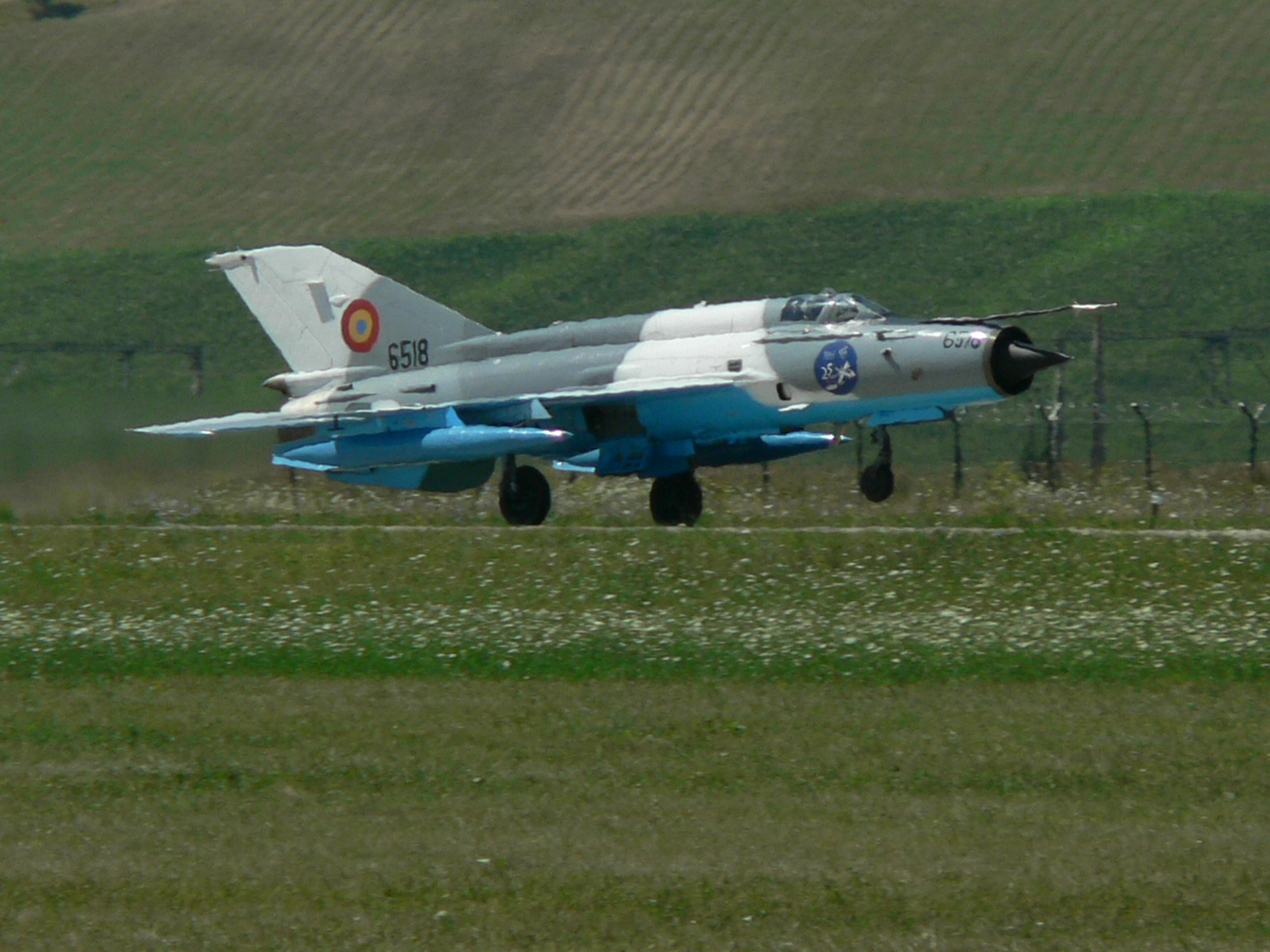
MiG-21 LanceR 'C' taking off from the RoAF 71st Air Base

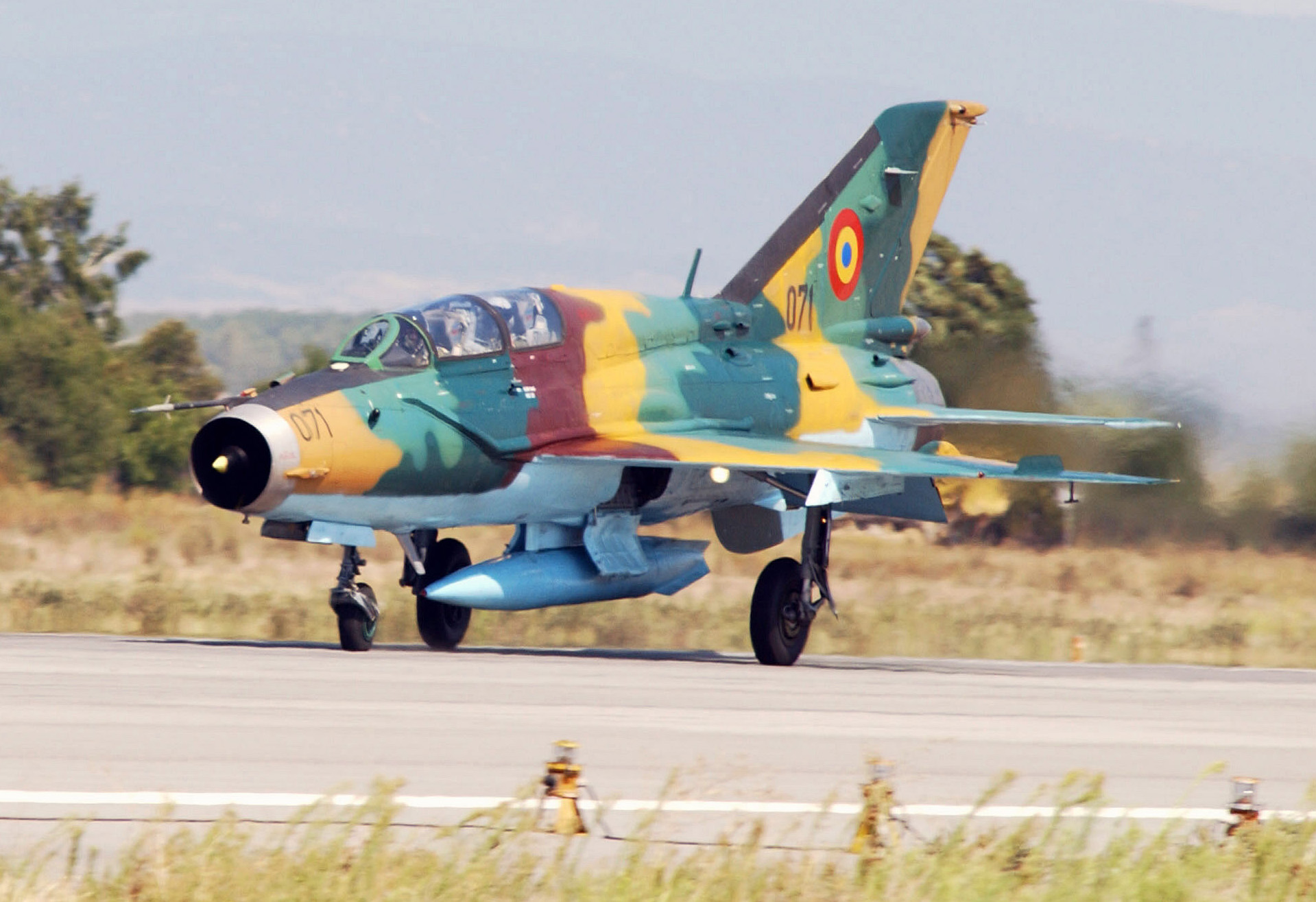
Romanian Air Force MiG-21 UM LanceR-B

루마니아 공군은 이스라엘 엘빗사와 루마니아 Aerostar SA사가 참여하여 MiG-21을 업그레이드했다. LanceR-A 버전은 동서방의 정밀폭격무기 장착이 가능한 지상 공격용이다. R-60, 빔펠 R-73, 파이톤 3 공대공 미사일도 장착한다. LanceR-B 버전은 훈련기 버전이며, LanceR-C 버전은 요격기 버전이다. 2개의 LCD MFD, 헬멧 마운트 사이트, 엘타 EL/M-2032 레이다를 장착했다.

## 제원
- 무게: 최대 100 kg (220 lb)[7]
- 최대탐지거리: 150 km (81 nm)[7]
- 탐지거리: 100km(5m2 크기 비행기)

## 같이 보기
- EL/M-2052 - 엘타사의 AESA 레이다
- EL/M-2080 - 엘타사의 AESA 그린파인 조기경보레이다